# Acer mairei
Acer mairei là một loài thực vật có hoa trong họ Bồ hòn. Loài này được H.Lév. mô tả khoa học đầu tiên năm 1913.